# Weilerkapelle zur Unbefleckten Jungfrau Maria und den Vierzehn Nothelfern

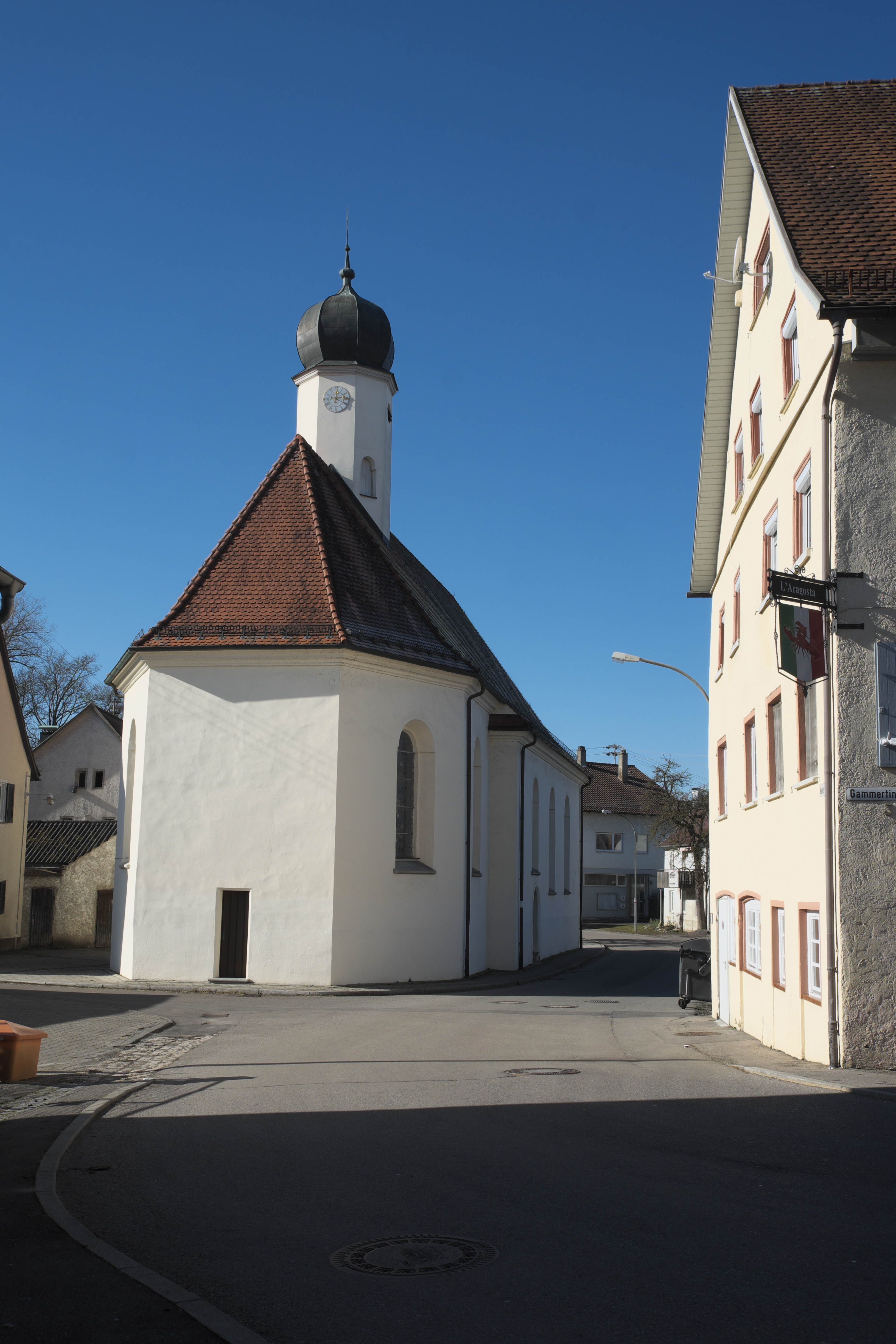
Weilerkapelle in Riedlingen

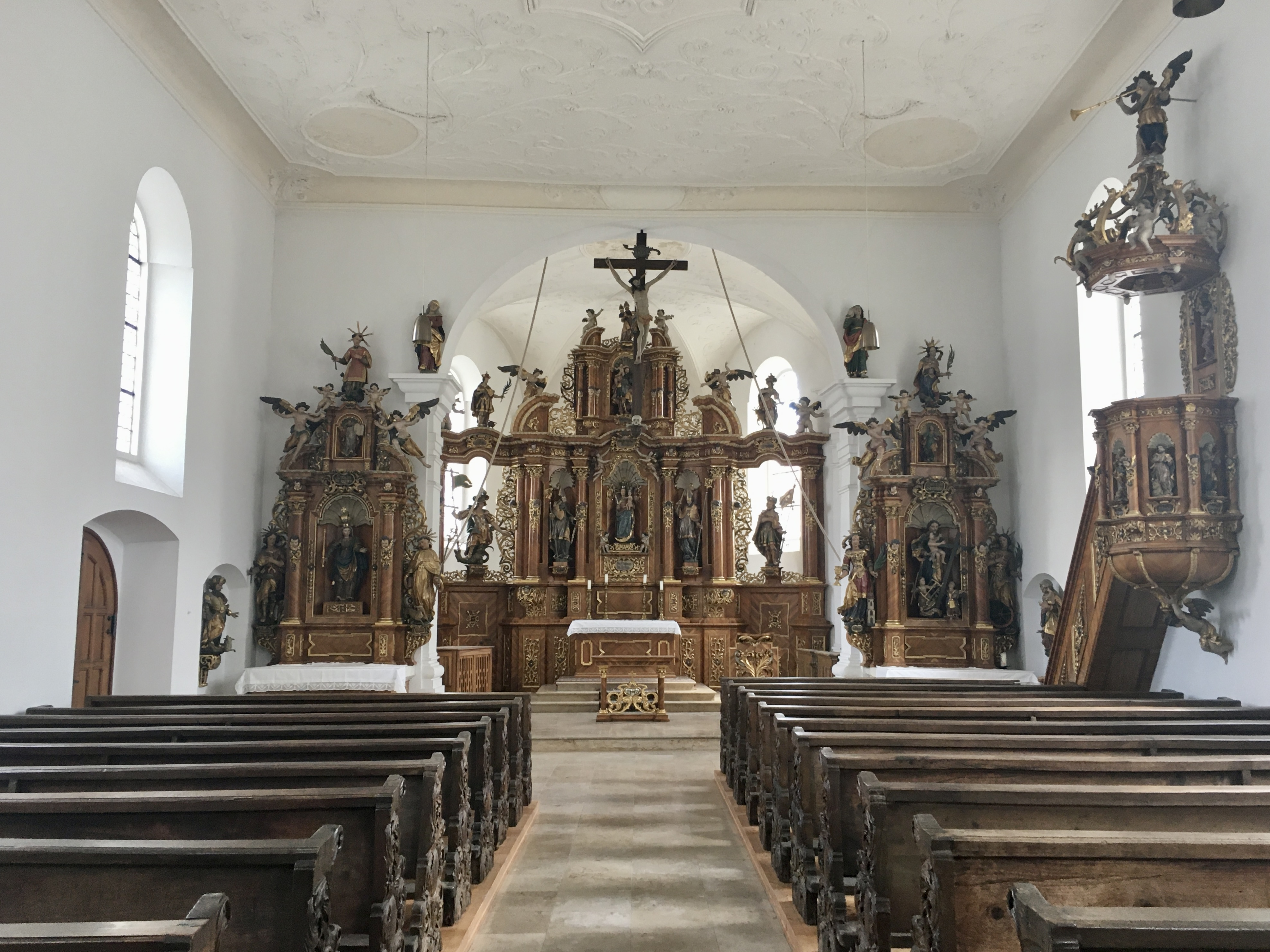
Innenansicht

Die römisch-katholische Weilerkapelle zur Unbefleckten Jungfrau Maria und den Vierzehn Nothelfern steht in Riedlingen, einer Stadt im Landkreis Biberach in Baden-Württemberg. Das Bauwerk ist beim Landesamt für Denkmalpflege Baden-Württemberg als Baudenkmal eingetragen.

## Beschreibung
Die Saalkirche wurde 1721/22 erbaut. Sie besteht aus einem Langhaus, aus dessen Satteldach sich ein achteckiger Dachreiter erhebt, der mit einer Zwiebelhaube bedeckt ist, und einem eingezogenen, dreiseitig geschlossenen Chor im Osten. 
Der Innenraum des Langhauses ist mit einem Spiegelgewölbe überspannt, der mit Medaillons aus Stuck gerahmt ist. Die Kirchenausstattung, die Altäre, die Kanzel und das Kirchengestühl, hat Georg Anton Machein in der Erbauungszeit geschaffen. Im Altarretabel des Hochaltars ist ein Marienbildnis von 1420 dargestellt.